# شاهزاده رضا کیا سلطان
شاهزاده رضا کیا سلطان مربوط به سدهٔ ۸ و ۹ ه.ق است و در شهرستان نور، بخش مرکزی، روستای ناتل واقع شده و این اثر در تاریخ ۷ مرداد ۱۳۸۲ با شمارهٔ ثبت ۹۳۶۵ به‌عنوان یکی از آثار ملی ایران به ثبت رسیده است.